# Tipula mutica
Tipula mutica är en tvåvingeart som beskrevs av William George Dietz 1919. Tipula mutica ingår i släktet Tipula och familjen storharkrankar. Inga underarter finns listade i Catalogue of Life.